# شيمسانيات
الشيمسانيات (الاسم العلمي:Heliomonadida) هي رتبة من الحيوانات المذيلة تتبع طائفة الخيطائيات الكبيرة. هي مجموعة صغيرة من الشمسيات المتمورية الحركة لها خاصية غير عادية وهي امتلاك سوط طوال دورة حياتها. كانت تعرف سابقاً بمزدوجيات الشكل (Dimorphida).

## التصنيف
تضعهم الدراسات الجينية ضمن الحيوانات المذيلة، وهي مجموعة تضم العديد من السوطيات الأخرى التي تشكل أرجل زائفة خيطية. تم وضع هذه الرتبة مؤخرًا في طائفة جديدة من الحيوانات المذيلة الخيطية العارية تسمى الخيطائيات الكبيرة. تضم هذه الرتبة ثلاثة فصائل:
- فصيلة الشيمسانات
  - الشيمسانة كائن حي صغير موجود في المياه العذبة
- فصيلة مزدوجات الشكل الرباعية (Tetradimorphidae)
- مزدوجة الشكل الرباعية (Tetradimorpha) وهي كائن حي أكبر تتميز بوجود أربعة أسواط بدلاً من اثنين
- فصيلة الريكدات (Acinetactidae)
  - الريكداء (Acinetactis)